# 利通广场
利通广场（Leatop Plaza）是一棟建位于广州市天河区黄埔大道与珠江东路的交汇处的写字楼，地处珠江新城。占地面积9916平方米，总建筑面积159500平方米，其中地下5层，地上64层，设计高度303米，由广东交通集团的全资子公司广东利通置业有限公司独立开发及运营，总投资20亿元人民币。

## 历史
该项目于2007年9月28日正式开工興建，并在2010年7月28日进行了主体结构封顶，于2012年7月3日落成投入使用。

## 建筑特色
利通广场由美国建筑师赫尔穆特·扬担纲主设计，十多家专业设计机构合作设计完成。其建筑主体呈几何造型，配上斜坡屋面以及鳞片状玻璃幕墙，外观优如一块晶莹剔透的水晶。通过简洁的建筑结构造型以及双层幕墙，建筑主体可以反射太阳光，从而减少其表面及内外层转化区的热传递，遮挡了直接射进室内的阳光，以此调节亮度。而建筑的内幕墙逐层安装，既避免了阳光直射，又能实现舒适度的最大化。楼顶的大型斜坡玻璃屋顶和楼底的37.8米挑高大堂首尾呼应。如此大堂高度在全球超高层建筑中尚属首创（2010年）。